# La Roche-Blanche (Puy-de-Dôme)
Pour les articles homonymes, voir La Roche-Blanche.
La Roche-Blanche est une commune française située dans le département du Puy-de-Dôme, en région Auvergne-Rhône-Alpes. Elle fait partie de l'aire d'attraction de Clermont-Ferrand.
Ses habitants sont appelés les Roche-Blanchois.

## Géographie

### Localisation
La Roche-Blanche est située à 12 km au sud de Clermont-Ferrand.
Six communes sont limitrophes de La Roche-Blanche :
Les communes limitrophes sont Pérignat-lès-Sarliève, Le Crest, Orcet, Cournon-d'Auvergne, Romagnat et Chanonat.
| Romagnat | Pérignat-lès-Sarliève | Cournon-d'Auvergne |
| Chanonat | La Roche-Blanche      | Orcet              |
|          | Le Crest              |                    |

### Géologie et relief
La commune, étendue sur 1 160 hectares, est située sur la bordure d'effondrement du fossé de la Limagne. Son altitude varie de 348 à 744 mètres selon le Répertoire géographique des communes de l'IGN. L'altitude minimale se situe du côté de la plaine de Sarliève, au nord-est ; l'altitude maximale est au plateau de Gergovie.
Le puy Mardoux culmine à 600 mètres d'altitude ; il est localisé sur le versant Est du plateau de Gergovie.

### Hydrographie
La commune est traversée au sud par l'Auzon, affluent rive gauche de l'Allier long de 27 km prenant sa source à Saint-Genès-Champanelle, au cœur de la chaîne des Puys. Son régime hydrologique, mesuré depuis 1998 à hauteur du pont de la route départementale 52d, est de type pluvial. Le débit moyen relevé à hauteur de ce point est de 0,243 m3/s.
Le ravin de Macon, affluent temporaire, se jette à la limite ouest de la commune.

### Climat
Pour des articles plus généraux, voir Climat d'Auvergne-Rhône-Alpes et Climat du Puy-de-Dôme.
En 2010, le climat de la commune est de type climat océanique dégradé des plaines du Centre et du Nord, selon une étude du Centre national de la recherche scientifique s'appuyant sur une série de données couvrant la période 1971-2000. En 2020, Météo-France publie une typologie des climats de la France métropolitaine dans laquelle la commune est exposée à un climat de montagne ou de marges de montagne et est dans la région climatique Nord-est du Massif Central, caractérisée par une pluviométrie annuelle de 800 à 1 200 mm, bien répartie dans l’année.
Pour la période 1971-2000, la température annuelle moyenne est de 10,9 °C, avec une amplitude thermique annuelle de 16,1 °C. Le cumul annuel moyen de précipitations est de 716 mm, avec 8,5 jours de précipitations en janvier et 6,7 jours en juillet. Pour la période 1991-2020, la température moyenne annuelle observée sur la station météorologique de Météo-France la plus proche, « Plauzat_sapc », sur la commune de Plauzat à 9 km à vol d'oiseau, est de 11,3 °C et le cumul annuel moyen de précipitations est de 606,8 mm,. Pour l'avenir, les paramètres climatiques de la commune estimés pour 2050 selon différents scénarios d'émission de gaz à effet de serre sont consultables sur un site dédié publié par Météo-France en novembre 2022.

### Paysages
La Roche-Blanche se situe au croisement de deux entités paysagères que sont l'agglomération clermontoise et la chaîne des Puys.
Trois ensembles paysagers sont identifiés sur le territoire communal :
- le plateau de Gergovie, au nord et à l'ouest de la commune ;
- la vallée de l'Auzon, au sud ;
- l'A75 et ses abords, à l'est.

### Milieux naturels et biodiversité
On compte trois zones naturelles d'intérêt écologique, faunistique et floristique (ZNIEFF) dans la commune :
- la ZNIEFF de type 1 « Puy de Jussat »[Diag 6],[11] ;
- la ZNIEFF de type 1 « Versants du plateau de Gergovie », encore appelé « Gergovie Sud Est »[Diag 6],[12] ;
- la ZNIEFF de type 2 « Coteaux de Limagne occidentale », couvrant 80 % du territoire communal[Diag 6],[13].

Une partie du site Natura 2000 « Vallées et coteaux xérothermiques des Couzes et Limagnes » couvre les versants du plateau de Gergovie. Il s'agit d'une zone spéciale de conservation s'étendant sur 90 hectares du territoire communal,.

## Urbanisme

### Typologie
Au 1er janvier 2024, La Roche-Blanche est catégorisée bourg rural, selon la nouvelle grille communale de densité à sept niveaux définie par l'Insee en 2022.
Elle appartient à l'unité urbaine de La Roche-Blanche, une agglomération intra-départementale regroupant deux  communes, dont elle est ville-centre,,. Par ailleurs la commune fait partie de l'aire d'attraction de Clermont-Ferrand, dont elle est une commune de la couronne,. Cette aire, qui regroupe 209 communes, est catégorisée dans les aires de 200 000 à moins de 700 000 habitants,.

### Occupation des sols
L'occupation des sols de la commune, telle qu'elle ressort de la base de données européenne d’occupation biophysique des sols Corine Land Cover (CLC), est marquée par l'importance des territoires agricoles (73,2 % en 2018), en diminution par rapport à 1990 (74,7 %). La répartition détaillée en 2018 est la suivante : zones agricoles hétérogènes (28,5 %), terres arables (26,3 %), zones urbanisées (16,1 %), prairies (14,8 %), forêts (8,1 %), cultures permanentes (3,6 %), milieux à végétation arbustive et/ou herbacée (2,7 %). L'évolution de l’occupation des sols de la commune et de ses infrastructures peut être observée sur les différentes représentations cartographiques du territoire : la carte de Cassini (XVIIIe siècle), la carte d'état-major (1820-1866) et les cartes ou photos aériennes de l'IGN pour la période actuelle (1950 à aujourd'hui).

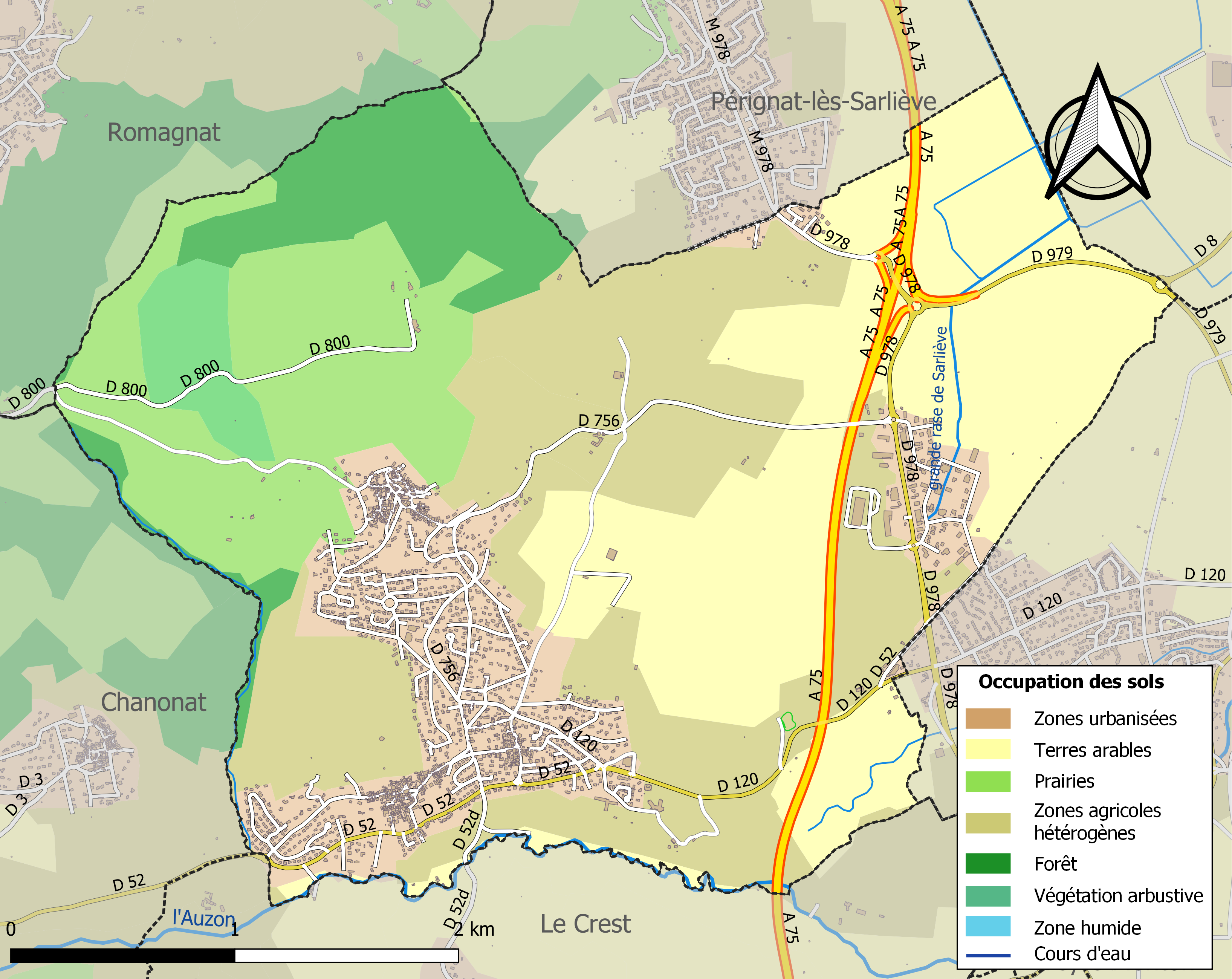
Carte des infrastructures et de l'occupation des sols de la commune en 2018 (CLC).

La Roche-Blanche fait également partie de la zone d'emploi et du bassin de vie de Clermont-Ferrand.

### Morphologie urbaine
La commune est constituée de trois entités urbaines : La Roche-Blanche, Donnezat et Gergovie.

### Logement
En 2016, la commune comptait 1 465 logements, contre 1 379 en 2011. Parmi ces logements, 92 % étaient des résidences principales, 1,1 % des résidences secondaires et 6,9 % des logements vacants. Ces logements étaient pour 89,3 % d'entre eux des maisons individuelles et pour 10,5 % des appartements.
La proportion des résidences principales, propriétés de leurs occupants était de 82,6 %, en baisse sensible par rapport à 2011 (83,4 %). La part de logements HLM loués vides était de 3,2 % (contre 2,3 %).

### Planification de l'aménagement
La commune a élaboré un plan local d'urbanisme, prescrit par délibération du conseil municipal le 1er mars 2010 et approuvé le 8 octobre 2013.
La Roche-Blanche fait partie du pôle d'équilibre territorial et rural (PETR) du Grand Clermont (par l'intermédiaire de l'ancienne communauté de communes Gergovie Val d'Allier Communauté), lequel a élaboré un schéma de cohérence territoriale (SCOT), approuvé le 29 novembre 2011.

### Voies de communication et transports

#### Voies routières
L'autoroute A75 passe à l'est de la commune. Cette autoroute relie du nord au sud Clermont-Ferrand à la Méditerranée ; un échangeur (no 4) permet de la desservir, débouchant sur la route départementale (RD) 978, ancien tracé de la route nationale 9 desservant la zone d'activités de la Novialle, ainsi que la RD 979, qui la relie jusqu'au Cendre. En 2008, l'autoroute était empruntée par 47 798 véhicules par jour, dont 7,70 % de poids lourds.
La desserte locale est assurée par, :
- la RD 52, desservant la commune par le sud en longeant la vallée de l'Auzon ; cette voie permet d'accéder au plateau de Gergovie (via Chanonat et Opme, lieu-dit de Romagnat) ;
- son antenne, la RD 52d, relie le centre-bourg au Crest ;
- la RD 120, reliant Donnezat à Orcet ;
- la RD 756, reliant la zone d'activités de la Novialle au centre-bourg via Gergovie ;
- la RD 800, reliant Opme au plateau de Gergovie.

#### Transports ferroviaires
Il n'a jamais existé de ligne de chemin de fer sur le territoire communal.

#### Transports en commun
La Roche-Blanche est desservie par une ligne du réseau départemental Transdôme. La ligne 33, reliant Saint-Saturnin à Clermont-Ferrand via Le Crest, dessert la commune avec sept arrêts, à raison de quatre arrêts par jour.

### Risques naturels et technologiques
La commune est soumise à plusieurs risques : inondation, mouvement de terrain, séisme, transport de matières dangereuses. Elle possède un document d'information communal sur les risques majeurs (DICRIM), prescrit par un arrêté préfectoral du 28 septembre 2011.

#### Risques naturels
La Roche-Blanche ne fait pas partie d'un territoire à risques importants d'inondation, néanmoins elle est soumise à un plan de prévention des risques naturels (PPRN) concernant cet aléa, pour les bassins de l'Auzon, prescrit le 12 mars 1998 et approuvé le 9 mai 2007, et à un plan de prévention des risques naturels prévisibles d'inondation (PPRNPi) concernant l'agglomération clermontoise, prescrit le 24 juillet 2014 et approuvé le 8 juillet 2016, concernant le nord-est de la commune. Les crues de la rivière Auzon, de type torrentiel, dans un bassin versant réduit et en pente forte, limitent « les possibilités de prévision, d'alerte et d'intervention efficace avant le maximum de crue ».
Quatre mouvements de terrain ont été recensés sur la commune, il s'agit soit d'éboulements soit de glissements de terrain. Pour ces derniers, survenus entre le 1er mai 1989 et le 31 décembre 1991, l'état de catastrophe naturelle a été reconnu dans la commune par un arrêté du 31 juillet 1992 avec parution au Journal officiel le 18 août. Pour l'aléa retrait-gonflement des sols argileux, la commune se situe en grande partie dans une zone d'aléa fort ; le plateau de Gergovie se situe dans une zone d'aléa faible. L'inventaire ZERMOS, élaboré en 1978, relève un risque faible sur une grande partie du territoire communal, mais moyen autour du plateau de Gergovie et élevé au sud-est de ce plateau.
Le 1er août 2019, un bloc rocheux s'est détaché de la falaise surplombant le centre-bourg, sans atteindre les habitations en contrebas et sans faire de victime. Le maire a pris un arrêté ordonnant l'évacuation de quinze familles le 20 décembre 2019. Le 15 février 2020, environ 1 500 m3 de roche s'effondrent. Un diagnostic, commandé par la commune, et dont les résultats sont tombés en décembre 2019, présente un « risque imminent d'effondrement » de la falaise.
La commune est dans la zone de sismicité modérée (niveau 3),.

#### Risques technologiques
Deux axes routiers importants (l'autoroute A75 et la route départementale 979) et deux canalisations de gaz naturel classent la commune dans le risque transports de matières dangereuses,,.

## Toponymie
La Ròcha Blancha en occitan.

## Histoire
L'oppidum de Gergovie se situait sur le plateau de Gergovie et vit la victoire des troupes gauloises menée par Vercingétorix lors du siège mené par les légions romaines de Jules César en 52 av. J.-C.
Le village de Merdogne, situé au pied du plateau de Gergovie et part de la commune de La Roche-Blanche fut renommé Gergovie par décret de Napoléon III en 1865 qui passa dans le village lors sa visite du plateau de Merdogne (ou « plaine de Merdogne » dans l'appellation locale), aujourd'hui appelé plateau de Gergovie.

## Politique et administration

### Découpage territorial
La commune de La Roche-Blanche est membre de la communauté de communes Mond'Arverne Communauté, un établissement public de coopération intercommunale (EPCI) à fiscalité propre créé le 1er janvier 2017 siégeant à Veyre-Monton, et par ailleurs membre d'autres groupements intercommunaux. De 2000 à 2016, elle faisait partie de la communauté de communes Gergovie Val d'Allier Communauté,.
Sur le plan administratif, elle est rattachée à l'arrondissement de Clermont-Ferrand, à la circonscription administrative de l'État du Puy-de-Dôme et à la région Auvergne-Rhône-Alpes. De 1793 à 1801, elle faisait partie du district de Clermont-Ferrand et du canton de La Roche, et, de 1801 à 2015, au canton de Veyre-Monton.
Sur le plan électoral, elle dépend du canton des Martres-de-Veyre pour l'élection des conseillers départementaux, depuis le redécoupage cantonal de 2014 entré en vigueur en 2015, et de la quatrième circonscription du Puy-de-Dôme pour les élections législatives, depuis le dernier découpage électoral de 2010.

### Élections municipales et communautaires

#### Élections de 2020
Le conseil municipal de La Roche-Blanche, commune de plus de 1 000 habitants, est élu au scrutin proportionnel de liste à deux tours (sans aucune modification possible de la liste), pour un mandat de six ans renouvelable. Compte tenu de la population communale, le nombre de sièges à pourvoir lors des élections municipales de 2020 est de 23. Les vingt-trois conseillers municipaux sont élus au premier tour avec un taux de participation de 50,93 %, se répartissant en : dix-huit sièges issus de la liste de Jean-Pierre Roussel et cinq sièges issus de la liste de Michel Pons.
Les cinq sièges attribués à la commune au sein du conseil communautaire de la communauté de communes Mond'Arverne Communauté sont issus de la liste de Jean-Pierre Roussel.

### Liste des maires
| Période                                  | Période                    | Identité                | Étiquette    | Qualité |
| ---------------------------------------- | -------------------------- | ----------------------- | ------------ | --- |
| Les données manquantes sont à compléter. |                            |                         |              | |
| 1800                                     | 1823                       | Etienne Rouchier-Tixier |              | |
| 1823                                     | 1831                       | Antoine Rouchier-Tixier |              | |
| 1831                                     | 1848                       | François Verdier-Roy    |              | |
| 1848                                     | 1863                       | Pierre Roche            |              | |
| 1863                                     | 1881                       | Ludovic Juilhard        |              | |
| 1881                                     | 1892                       | Jean-Baptiste Chamerlat |              | |
| 1892                                     | 1900                       | Claude-Félix Macon      |              | |
| ...                                      | ...                        | ...                     | ...          | ... |
|                                          | novembre 1987              | Léon Lepetit            |              | |
| décembre 1987                            | mars 2001                  | Robert Audin            |              | |
| mars 2001                                | mai 2020                   | Gérard Vialat           | DVD          | Retraité 2e vice-président de Gergovie Val d'Allier Communauté chargé de l'économie et des finances (2014-2016) |
| mai 2020                                 | En cours (au 30 août 2020) | Jean-Pierre Roussel     | DVD puis DVG | Cadre retraité                                                                                                  |

### Jumelages
La commune est jumelée avec Empfingen (Land du Bade-Wurtemberg, en Allemagne).
Les premiers contacts avec Empfingen remontent à 1990. Un comité de jumelage a été constitué en 1990 et le Jumelage entre les deux cités a été officialisé en mai 1991 à La Roche-Blanche et en août 1991 à Empfingen. Il y a environ deux à trois échanges annuels (en moyenne) dont un une fois par an avec des collégiens. Les présidents du comité de jumelage ont été : Guy Martigny de 1990 à 1999, Annick Gravoin de 1999 à 2002, Gilles Courtens de 2002 à 2005 , Guy Gravoin de 2005 à 2011, Jean Pierre Denizot de 2011 à 2021 , Isabelle Allione-Sebillet depuis juin 2021.

## Équipements et services publics

### Eau, assainissement et déchets
La production et la distribution d'eau potable était assurée, en 2013, par le syndicat intercommunal à vocation multiple (SIVOM) de la Région d'Issoire. La Roche-Blanche et Donnezat sont alimentés par le captage de Rouillas-Bas (commune d'Aydat), Gergovie par le captage de Tourtour (commune de Saint-Genès-Champanelle), et la zone d'activités de la Novialle par le champ captant du Cendre.
La gestion de l'assainissement collectif était assurée, en 2013, par le syndicat intercommunal d'assainissement de la vallée de l'Auzon (SIAVA), exploitant le bassin d'orage de la commune ainsi que la station d'épuration de la Ribeyre, située à Cournon-d'Auvergne, où sont recueillies les eaux usées et pluviales de la commune.
La collecte des déchets est assurée par le Syndicat du Bois de l'Aumône (SBA). La déchèterie la plus proche est celle de Veyre-Monton,.

### Enseignement
La Roche-Blanche dépend de l'académie de Clermont-Ferrand.
Les élèves commencent leur scolarité à l'école maternelle puis à l'école élémentaire publique Jules-Ferry. Ces deux établissements accueillaient 304 élèves pour la rentrée scolaire 2019.
Ils la poursuivent au collège Joliot-Curie d'Aubière,, puis au lycée Blaise-Pascal ou Jeanne-d'Arc de Clermont-Ferrand.

### Santé
Il existe une pharmacie dans le centre commercial Le Gergovial, ainsi qu'une clinique psychiatrique.

## Population et société

### Démographie

#### Évolution démographique
L'évolution du nombre d'habitants est connue à travers les recensements de la population effectués dans la commune depuis 1793. Pour les communes de moins de 10 000 habitants, une enquête de recensement portant sur toute la population est réalisée tous les cinq ans, les populations de référence des années intermédiaires étant quant à elles estimées par interpolation ou extrapolation. Pour la commune, le premier recensement exhaustif entrant dans le cadre du nouveau dispositif a été réalisé en 2007.

En 2022, la commune comptait 3 373 habitants, en évolution de +0,96 % par rapport à 2016 (Puy-de-Dôme : +2,1 %, France hors Mayotte : +2,11 %).
| 1793  | 1800  | 1806  | 1821  | 1831  | 1836  | 1841  | 1846  | 1851  |
| ----- | ----- | ----- | ----- | ----- | ----- | ----- | ----- | ----- |
| 1 417 | 1 215 | 1 591 | 1 609 | 1 577 | 1 674 | 1 669 | 1 630 | 1 560 |

| 1856  | 1861  | 1866  | 1872  | 1876  | 1881  | 1886  | 1891  | 1896  |
| ----- | ----- | ----- | ----- | ----- | ----- | ----- | ----- | ----- |
| 1 543 | 1 512 | 1 495 | 1 430 | 1 418 | 1 404 | 1 432 | 1 400 | 1 370 |

| 1901  | 1906  | 1911  | 1921 | 1926 | 1931 | 1936 | 1946 | 1954 |
| ----- | ----- | ----- | ---- | ---- | ---- | ---- | ---- | ---- |
| 1 150 | 1 085 | 1 006 | 757  | 724  | 699  | 682  | 608  | 796  |

| 1962  | 1968  | 1975  | 1982  | 1990  | 1999  | 2006  | 2007  | 2012  |
| ----- | ----- | ----- | ----- | ----- | ----- | ----- | ----- | ----- |
| 1 045 | 1 403 | 1 903 | 2 262 | 2 664 | 2 917 | 3 160 | 3 194 | 3 192 |

| 2017  | 2022  | - | - | - | - | - | - | - |
| ----- | ----- | - | - | - | - | - | - | - |
| 3 422 | 3 373 | - | - | - | - | - | - | - |

#### Pyramide des âges
En 2018, le taux de personnes d'un âge inférieur à 30 ans s'élève à 28,6 %, soit en dessous de la moyenne départementale (34,2 %). À l'inverse, le taux de personnes d'âge supérieur à 60 ans est de 29,3 % la même année, alors qu'il est de 27,9 % au niveau départemental.
En 2018, la commune comptait 1 711 hommes pour 1 763 femmes, soit un taux de 50,75 % de femmes, légèrement inférieur au taux départemental (51,59 %).
Les pyramides des âges de la commune et du département s'établissent comme suit.
| Hommes | Classe d’âge | Femmes |
| ------ | ------------ | ------ |
| 1,0    | 90 ou +      | 1,4    |
| 7,4    | 75-89 ans    | 9,3    |
| 19,3   | 60-74 ans    | 20,0   |
| 26,1   | 45-59 ans    | 23,4   |
| 17,4   | 30-44 ans    | 17,4   |
| 12,9   | 15-29 ans    | 12,0   |
| 15,8   | 0-14 ans     | 16,4   |

| Hommes | Classe d’âge | Femmes |
| ------ | ------------ | ------ |
| 0,7    | 90 ou +      | 2,1    |
| 7,4    | 75-89 ans    | 10,2   |
| 17,7   | 60-74 ans    | 18,6   |
| 20,2   | 45-59 ans    | 19,2   |
| 18,4   | 30-44 ans    | 17,4   |
| 18,6   | 15-29 ans    | 17,2   |
| 17     | 0-14 ans     | 15,3   |

### Manifestations culturelles et festivités

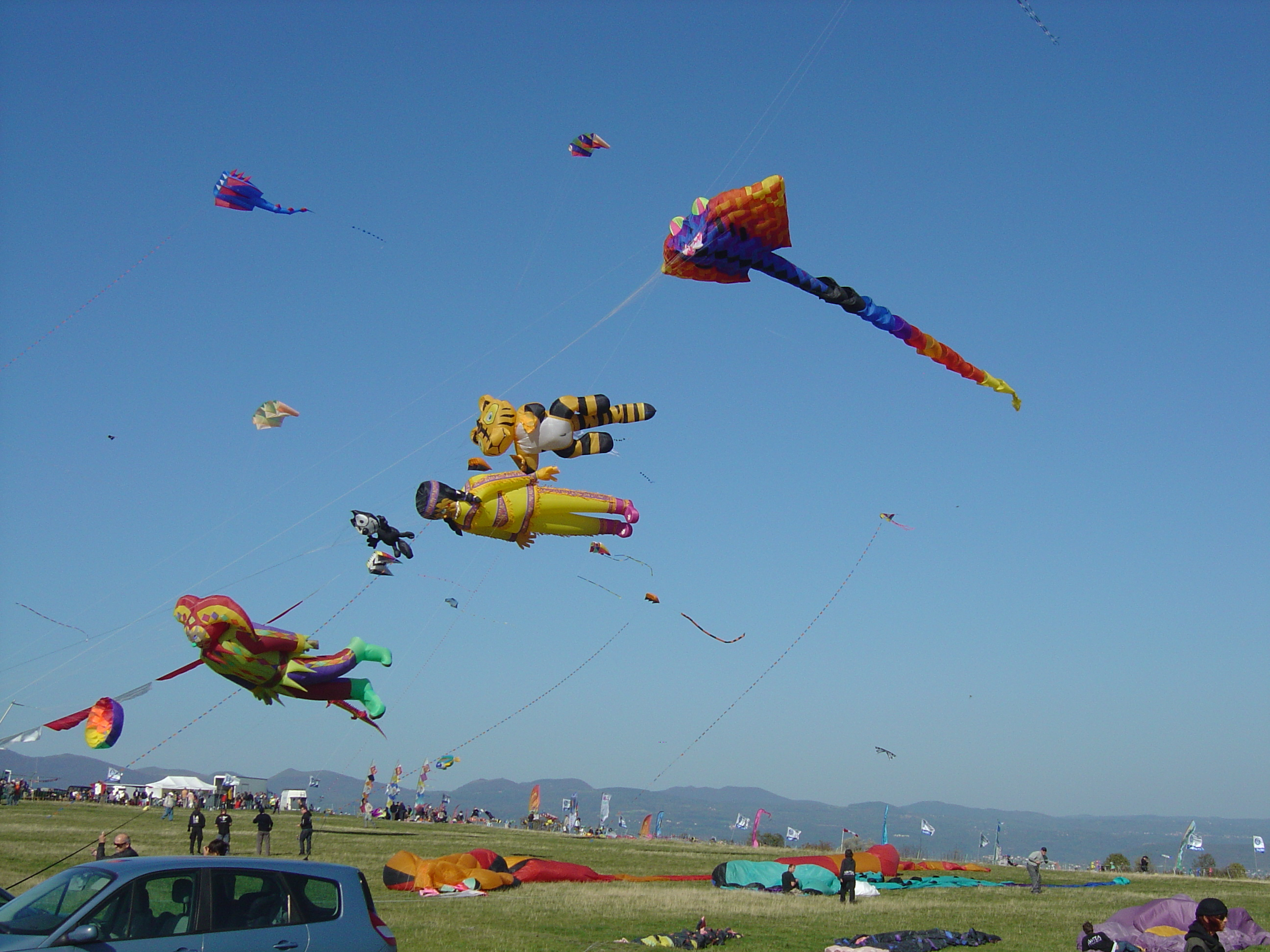
Cervolix en 2010.

Cervolix, festival aérien (cerfs-volants et voltige aérienne), organisé depuis 1995 sur le plateau de Gergovie. La dernière édition remonte à 2013 (celles de 2014 et de 2015 ont été annulées faute de moyens financiers suffisants). La manifestation est depuis 2018 organisée sur l'aérodrome d'Issoire.

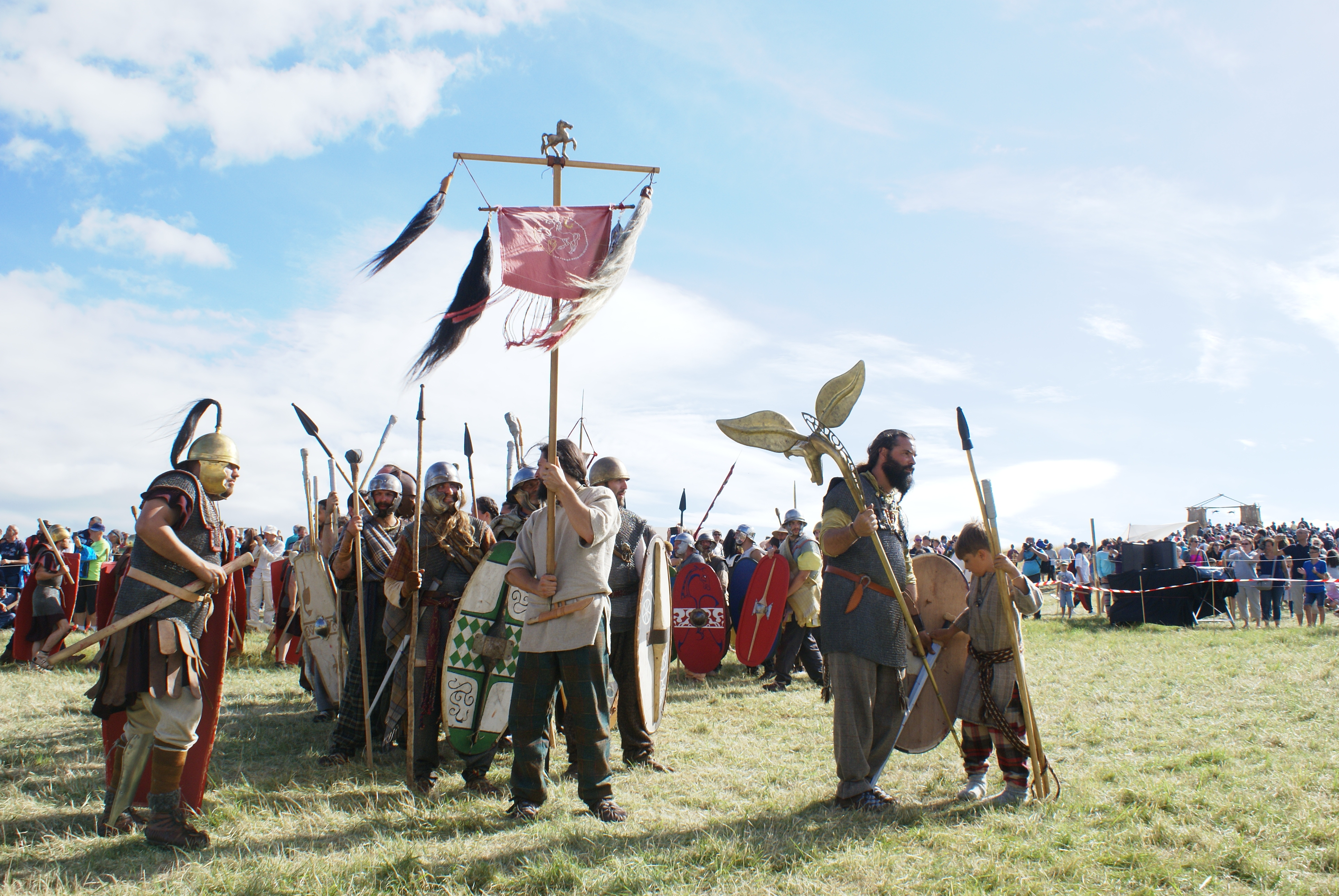
Arverniales 2017

Les Arverniales, archéofête gauloise, est une manifestation de reconstitution historique consacrée à l'époque gauloise. Créée en 2002 par l'office de tourisme Gergovie-Val-d'Allier sur le plateau de Gergovie, elle est depuis 2018 organisée par l'association Gergovie les Arverniales. Les éditions 2020 et 2021 ont été annulées du fait du Covid, et l'édition 2022 compte tenu des contraintes de protection du plateau. En 2024, la manifestation est relancée au pied du plateau.

### Sports
Un espace sportif a été aménagé en 2009 et permet la pratique de plusieurs sports dont le basket-ball.
L'espace Léo-Lagrange abrite quant à lui la maison de loisirs et du tourisme, une salle de spectacle et un gymnase.

### Vie associative
La Roche-Blanche compte plus de trente associations.
L'espace Fernand-Chirent, dont un bâtiment a été partiellement rénové en 2006-2007, est réservé aux associations locales.
L'espace Jacques-Prévert abrite une salle polyvalente, une salle de l'école de musique et une salle associative. Il a été rénové à la fin des années 2000 et inauguré le 8 octobre 2009.

## Économie
La zone d'activités de la Novialle, créée en 1977 et située à proximité de l'autoroute A75 et de la route départementale 978, est gérée par la communauté de communes Mond'Arverne Communauté. Plusieurs entreprises industrielles, artisanales ou tertiaires y sont implantées.

### Emploi
En 2016, la population âgée de quinze à soixante-quatre ans s'élevait à 2 073 personnes, parmi lesquelles on comptait 75,8 % d'actifs dont 71,1 % ayant un emploi et 4,7 % de chômeurs.
On comptait 1 076 emplois dans la zone d'emploi. Le nombre d'actifs ayant un emploi résidant dans la zone étant de 1 491, l'indicateur de concentration d'emploi s'élève à 72,2 %, ce qui signifie que la commune offre moins d'un emploi par habitant actif.
1 301 des 1 491 personnes âgées de quinze ans ou plus (soit 87,3 %) sont des salariés. 15,2 % des actifs travaillent dans la commune de résidence.

### Entreprises
Au 31 décembre 2017, La Roche-Blanche comptait 204 entreprises : 18 dans l'industrie, 48 dans la construction, 43 dans le commerce, le transport, l'hébergement et la restauration, 50 dans les services aux entreprises et 45 dans les services aux particuliers.
En outre, elle comptait 230 établissements.

### Agriculture
Au recensement agricole de 2010, la commune comptait 18 exploitations agricoles. Ce nombre est en nette diminution par rapport à 2000 (22) et à 1988 (27).
La superficie agricole utilisée sur ces exploitations était de 377 hectares en 2010, dont 115 ha sont allouées aux terres labourables, 34 ha aux cultures permanentes et 228 ha sont toujours en herbe.

### Commerce
Un centre commercial, nommé Le Gergovial, est implanté à l'entrée est de la commune par la route départementale 120, une des entrées de ville accessible depuis l'autoroute A75 et la route départementale 978. Il comprend un supermarché et des commerces de proximité.

## Culture locale et patrimoine

### Lieux et monuments

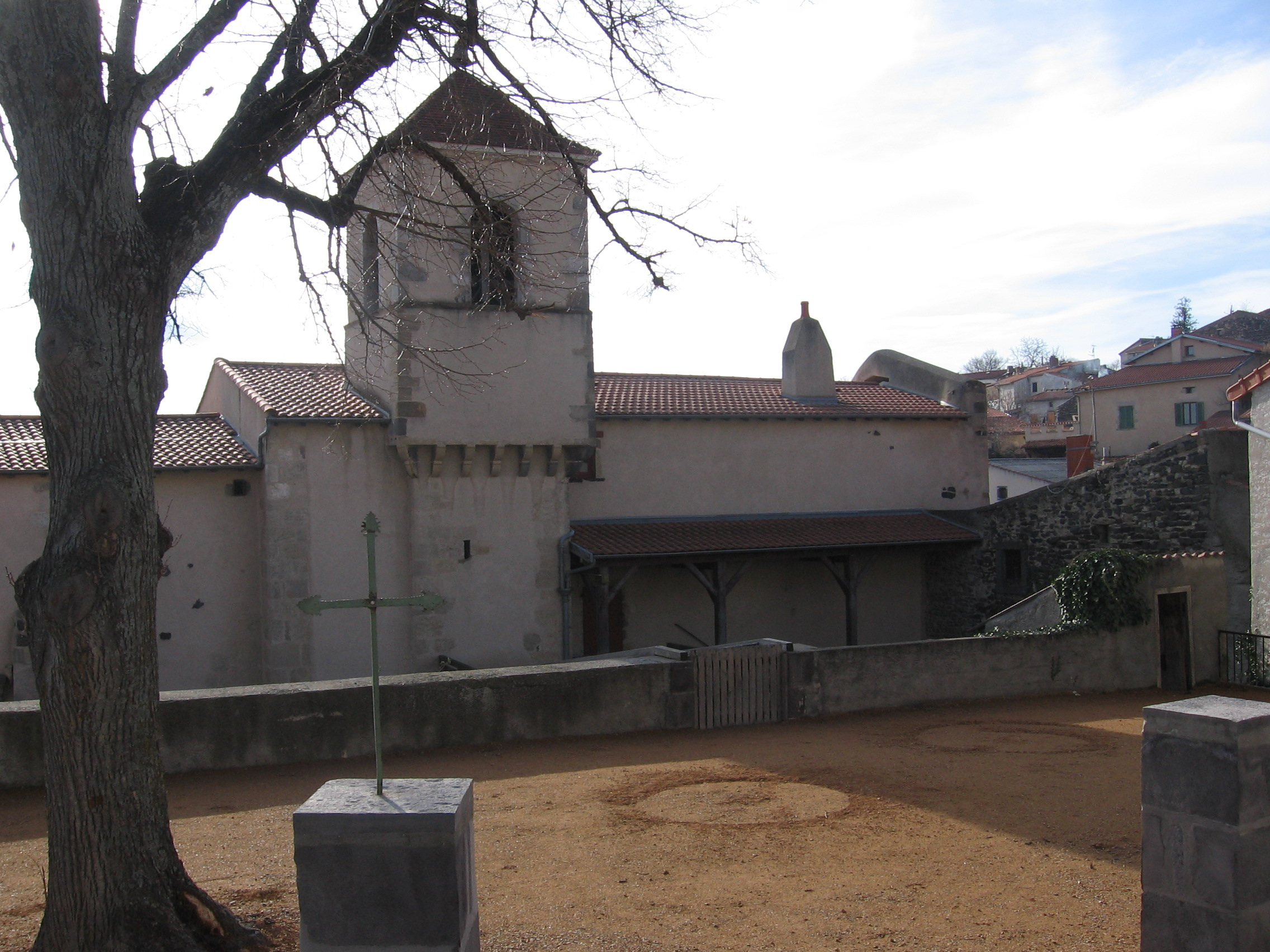
Église de Gergovie.

La Roche-Blanche compte deux édifices inscrits aux monuments historiques :
- l'oppidum de Gergovie, époque gallo-romaine. Huit parcelles sont inscrites aux monuments historiques le 15 janvier 2013[58].
- l'église Saint-Jean-Baptiste de Gergovie (XIe et XVIe siècles). Inscrit aux monuments historiques le 24 mai 1996[59]. Dans l'église, la statue de saint Verny est classée au titre objet en 1965[60].

On trouve également :
- la tour Julia, construite en moellons calcaires et datée probablement du XVIe siècle, dominant le bourg de la Roche-Blanche, qui « occupe le sommet de butte calcaire percée d'habitats troglodytiques » ;
- la fontaine Napoléon III, dans le bourg de la Roche-Blanche à côté de l'église, édifiée à la suite d'une visite[61] en 1862.
- le monument de Gergovie, édifiée par l'architecte clermontois Jean Teillard sur sur le plateau de l'oppidum en en 1900 pour célébrer la victoire de Vercingétorix

### Équipements culturels
La commune dispose d'une bibliothèque, devenue médiathèque et gérée par la communauté de communes Mond'Arverne Communauté.

### Culture populaire
Dans son roman Ours (2018), Philippe Morvan situe une partie de l'action à La Roche-Blanche.
En 1879, le peintre naturaliste d'inspiration orientale, Jean-Mel Dinoja, y a séjourné dans le cadre d'une exposition relative à l'art africain. Nombre de ses œuvres ont été léguées à la ville et sont actuellement en restauration par les étudiants de l'école Boulle à Paris.

### Personnalités liées à la commune
- Vercingétorix, possiblement né à Gergovie ou dans les environs (peut-être la ville de Corent) et qui en 52 av. J.-C. a vaincu le siège de l'oppida de Gergovie par les légions romaines de Jules César.

### Héraldique
| Blason de Roche-Blanche (La) | Blason  | Coupé, au premier de gueules au sanglier d'or, au second d'azur à la tour d'argent posée sur un mont du même et accostée de deux épis d'or, à la burelle d'argent brochant sur la partition. |
| Blason de Roche-Blanche (La) | Détails | Le statut officiel du blason reste à déterminer. |